# Licab
Licab is een gemeente in de Filipijnse provincie Nueva Ecija op het eiland Luzon. Bij de laatste census in 2007 had de gemeente bijna 24 duizend inwoners.

## Geografie

### Bestuurlijke indeling
Licab is onderverdeeld in de volgende 11 barangays:
| - Aquino - Linao - Poblacion Norte - Poblacion Sur - San Casimiro - San Cristobal | - San Jose - San Juan - Santa Maria - Tabing Ilog - Villarosa |

## Demografie
Licab had bij de census van 2007 een inwoneraantal van 23.675 mensen. Dit zijn 2.082 mensen (9,6%) meer dan bij de vorige census van 2000. De gemiddelde jaarlijkse groei komt daarmee uit op 1,28%, hetgeen lager is dan het landelijk jaarlijks gemiddelde over deze periode (2,04%). Vergeleken met de census van 1995 is het aantal mensen met 2.120 (9,8%) toegenomen.

De bevolkingsdichtheid van Licab was ten tijde van de laatste census, met 23.675 inwoners op 67,37 km², 319,9 mensen per km².